# Vuelo IL8714
Vuelo IL 8714 es una miniserie de dos capítulos emitida por Telecinco el 31 de agosto de 2010, que relata los hechos del accidente que el vuelo JK5022 de Spanair sufrió en Barajas el 20 de agosto de 2008, dejando 154 muertos.
La película vino envuelta en la polémica, por la total oposición de las víctimas a su emisión.
Telecinco asegura que se trata con total respeto y delicadeza a la miniserie o tv movie sobre este accidente, del McDonnell Douglas MD-82 matrícula EC-HFP y bautizado como Sunbreeze, en su vuelo del aeropuerto Adolfo Suárez-Madrid-Barajas al de Gran Canaria.
La emisión obtuvo un 11% de cuota de pantalla y 1.755.000 espectadores.
Dirigida por Norberto López Amado e interpretada por Emma Suárez, Carmelo Gómez, Fernando Cayo, Asier Etxeandia, Luis Callejo, Marián Álvarez, Aitor Mazo, Ana Risueño, Cristina Brondo y Lola Casamayor.

## Episodios
| Temporada | Temporada | Episodios | Estreno                 | Final                   | Audiencia media | Audiencia media | Audiencia media |
| Temporada | Temporada | Episodios | Estreno                 | Final                   | Espectadores    | Cuota           |                 |
| --------- | --------- | --------- | ----------------------- | ----------------------- | --------------- | --------------- | --------------- |
|           | 1         | 2         | 1 de septiembre de 2010 | 8 de septiembre de 2010 | 1 543 000       | 9,6%            |                 |

### Primera temporada
| N.º (serie) | Título                             | Director (es)        | Fecha de emisión        | Audiencia         |
| ----------- | ---------------------------------- | -------------------- | ----------------------- | ----------------- |
| 1           | «Se estrella el vuelo IL 8714»     | Norberto López Amado | 1 de septiembre de 2010 | 1 755 000 (11,0%) |
| 2           | «La Comisión investiga las causas» | Norberto López Amado | 8 de septiembre de 2010 | 1 310 000 (8,2%)  |